# Pomianowo (Białogard)
Pomianowo (deutsch Pumlow) ist ein Dorf in der polnischen Woiwodschaft Westpommern. Es ist ein Ortsteil der Gemeinde Białogard (Belgard) und liegt im Powiat Białogardzki.

## Geographische Lage
Pomianowo liegt sechs Kilometer nordöstlich von Belgard in einer sehr torfreichen Niederung. Das Dorf ist über eine Nebenstraße nach Zaspy Małe an der Wojewodschaftsstraße 167 (droga wojewódzka 167) zu erreichen. Die nächste Bahnstation ist Białogard.

## Ortsgeschichte
In einem 1484 ausgefertigten Lehnbrief wird das Patronat der Pumlower Kirche dem Jürgen von Kleist verliehen. Die Siedlung dürfte jedoch schon einige Jahrzehnte früher entstanden sein, denn nach einer anderen Quelle hat bereits 1411 hier schon ein Gotteshaus gestanden.
Nach Angaben des Jahres 1931 umfasste die Gemeindefläche von Pumlow 872,7 Hektar. Von den 427 im Jahre 1939 gezählten Einwohnern in 118 Haushaltungen arbeiteten 290 in der Land- und Forstwirtschaft, 64 in Industrie und Handwerk und 7 in Handel und Verkehr.
Bis 1945 war Pumlow ein eigener Amts- und Standesamtsbezirk im Amtsgerichtsbereich Belgard. Letzter deutscher Bürgermeister war Otto Wussow. Die polizeilichen Aufgaben regelte der Landjägermeister aus Siedkow.
Beim Einmarsch der sowjetischen Truppen im März 1945 gab es keine nennenswerten Zerstörungen, jedoch zu einigen Übergriffen von ehemaligen polnischer Zwangsarbeiter gegenüber den Deutschen. Die endgültige Vertreibung der ansässigen Bevölkerung erfolgte im Jahre 1946. Pumlow kam zu Polen und ist heute als Pomianowo Teil der Landgemeinde (gmina wiejska) Białogard.

## Kirche

### Kirchengemeinde
Pumlow hat bereits 1411 eine Kirche gehabt und spätestens seit 1484 unter dem Kirchenpatronat derer von Kleist (Dubberow) gestanden. Bis zum Jahre 1945 gehörte die selbständige Kirchengemeinde Pumlow mit Darkow, Klempin und Dubberow zum Kirchspiel Siedkow im Kirchenkreis Belgard in der Kirchenprovinz Pommern der evangelischen Kirche der Altpreußischen Union. 
Heute gehört Pomianowo zu Parochie Koszalin (Köslin) in der Diözese Pommern-Großpolen der Evangelisch-Augsburgischen Kirche in Polen.

### Dorfkirche
Die wohl 1512 erbaute, auf einem Hügel gelegene turmlose Fachwerkkirche weist in einer Balkeninschrift auf eine Vorgängerkirche aus dem Jahre 1411 hin. Im Jahre 1934 fand vor allem an der vorderen Giebelfront mit dem Haupteingang eine gründliche Restaurierung statt, und das Kircheninnere hat eine neue Ausmalung erhalten, so auch der holzgeschnitzte Altar und die alte Kanzel aus Eichenholz.

## Schule
Die ehemalige Dorfschule war 1860 erbaut worden. Als sie um die Jahrhundertwende für 60 Schülerinnen und Schüler zu klein wurde, hat man 1902 ein neues Schulgebäude mit geräumigen Klassenzimmern und zwei Lehrerwohnungen errichtet. 

## Sehenswürdigkeiten
In Pomianowo befindet sich ein Tiergarten, der privat betrieben wird. Dort werden u. a. australische Strauße, vietnamesische Schweine und auch Highland-Kühe gehalten.